# Kokšov-Bakša
Kokšov-Bakša è un comune della Slovacchia facente parte del distretto di Košice-okolie, nella regione di Košice.